# Алексеев, Александр Сергеевич
Александр Серге́евич Алексеев (род. 15 октября 1947 в Москве, СССР) — советский и российский палеонтолог, стратиграф и историк геологии, доктор геолого-минералогических наук, профессор кафедры палеонтологии геологического факультета МГУ. Лауреат премии МОИП (1989), награждён медалью ВВЦ (1997). Главный редактор журнала «Бюллетень МОИП. Отдел геологический» (2000), член редколлегии журнала «Стратиграфия. Геологическая корреляция» (1993)

## Биография
Родился 15 октября 1947 года в Москве, в семье школьного учителя.
В 1966 году окончил школу № 22 в Москве.
В 1966—1972 годах учился на вечернем отделении геологического факультета МГУ, кафедра палеонтологии. Работал коллектором НИС[уточнить] факультета, а затем лаборантом кафедры исторической и региональной геологии геологического факультета МГУ, под руководством Д. П. Найдина.
С 1972 года аспирант геологического факультета МГУ.
В 1973—1974 годах служил в Советской армии, затем продолжил учёбу в аспирантуре.
С 1976 года младший научный сотрудник, с 1984 — ассистент, с 1988 года — доцент, с 2000 года профессор кафедры палеонтологии геологического факультета.
С 1993 года заведует лабораторией протистологии Палеонтологического института РАН.
В 1979 году под руководством профессора В. В. Друщица защитил кандидатскую диссертацию на тему «Верхнемеловые усоногие раки (Cirripedia, Thoracica) европейской части СССР и сопредельных районов», в 1998 году — докторскую диссертацию на тему «Массовые вымирания в фанерозое».
Основные научные интересы связаны с изучением стратиграфии и фауны верхнего мела (усоногие раки, белемниты и др.), с анализом событий рубежа мела и палеогена; много внимания уделяется проблеме массовых вымираний. Значительная часть исследований посвящена конодонтам девона и карбона, а также истории геологических наук.
Участвовал в работе 27 сессии МГК в Москве (1984).
Автор и редактор более 330 научных работ (на 2018 год) по палеонтологии, стратиграфии и истории науки, в том числе 10 коллективных монографий.
Подготовил 15 кандидатов наук.

## Награды и премии
- 1989 — Лауреат премии МОИП.
- 1997 — медаль ВВЦ.
- 2024 — Медаль ордена «За заслуги перед Отечеством» II степени[4].

## Членство в организациях
- Московское общество испытателей природы (МОИП): председатель секции палеонтологии МОИП (с 1997), член Совета МОИП (с 1989). Главный редактор журнала «Бюллетень МОИП» Отдел Геологический.
- Русское палеонтологическое общество.
- Межведомственный стратиграфический комитет: член бюро, председатель Комиссии по каменноугольной системе.
- Международная комиссия по истории геологических наук (с 2014).
- РАЕН.

## Названия таксонов
В честь А. С. Алексеева названы следующие таксоны ископаемых организмов:
- Род Alekseeviella Kossovaya, 2001. Кораллы ругозы, средний карбон.

Ископаемые виды:
- Brachymetopus (Conimetopus) alekseevi Mychko, 2019. Трилобиты, нижняя пермь, ассель Башкирии
- Phyllocrinus alekseevi Arendt, 1974. Морские лилии, верхний мел, сеноман Крыма
- Paracapillithyris alexeevi Katz et Popov, 1975. Брахиоподы, верхний мел, сеноман Крыма
- Streptognathodus alekseevi Barskov, Isakova et Schastlivtseva, 1981. Конодонты, верхний карбон Подмосковья
- Haplentactinia alekseevi Afanasieva, 2000. Радиолярии, верхний девон Тимана
- Admoskovia alekseevi Lazarev, 2000. Брахиоподы, верхний карбон Подмосковья
- Crustoporella alekseevi Gorjunova, 2001. Мшанки, верхний карбон Подмосковья